# Aanmodderfakker
Aanmodderfakker is een Nederlandse film uit 2014 geregisseerd door Michiel ten Horn. De film ging in première op 30 september op het Nederlands Film Festival.

## Verhaal
De 32-jarige Thijs is een eeuwige student zonder enige ambitie, die zorgeloos door het leven gaat. Hij vult zijn tijd met bier, vrouwen en rondhangen met zijn huisgenoot Walter. Hij leeft van donaties van zijn moeder en hetgeen hij verdient met een deeltijdbaan in een elektronicazaak.
Dat leven verandert als hij de zestienjarige oppas Lisa van zijn zus Simone ontmoet. Dit jongvolwassen meisje heeft ambities en een mooi plan uitgestippeld voor haar leven, juist exact het tegenovergestelde van Thijs.

## Rolverdeling
- Gijs Naber als Thijs
- Yannick van de Velde als Walter
- Roos Wiltink als Lisa
- Anniek Pheifer als Simone
- Markoesa Hamer als Julie
- Tomer Pawlicki als neef Erwin
- Martijn Hillenius als Tim
- Joke Tjalsma als Leonie

## Prijzen en nominaties
- Gouden Kalf 2014 voor "Beste Film"[1]
- Gouden Kalf 2014 voor "Beste Scenario" (Anne Barnhoorn)
- Gouden Kalf 2014 voor "Beste Acteur" (Gijs Naber)